# Ostiole
Een ostiole is een kleine opening, waardoor algen of bepaalde schimmels hun rijpe sporen naar buiten brengen.
Bij sommige plantensoorten komt ook een ostiole voor. Zo wordt de opening bij de vijg ook een ostiole genoemd. Aan de binnenzijde van de vijg bevinden zich in een holle ruimte de werkelijke bloemetjes; de vrouwelijke onderin, de mannelijke boven bij de zeer kleine opening, de ostiole. De bestuiving van de vijg vindt plaats door een kleine galwesp (Blastophaga psenes) die door de opening naar binnen kan dringen.

sporocyst
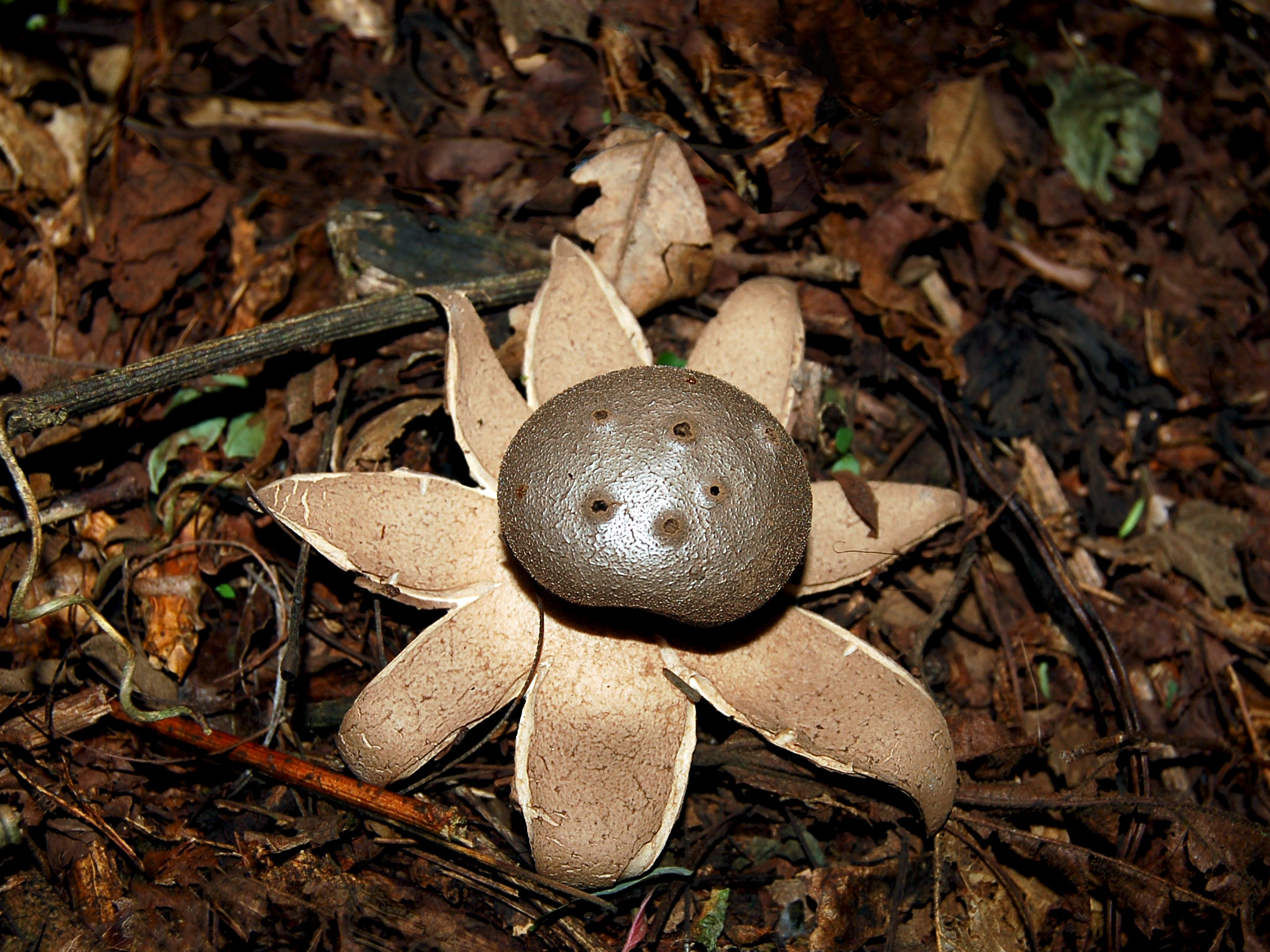
De peperbus (Myriostoma coliforme) heeft meerdere ostioles.
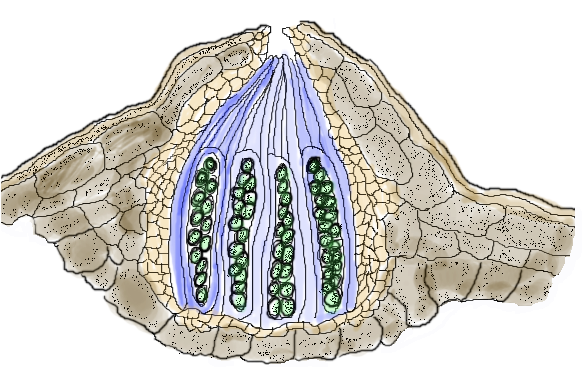
Doorsnede van een perithecium
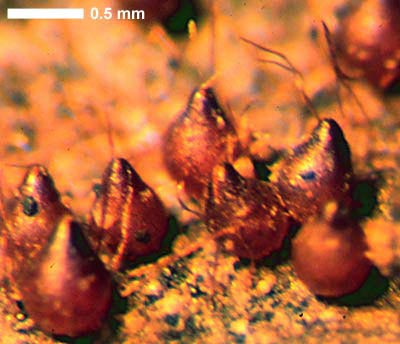
Perithecia van de seksuele variant van het Gewoon meniezwammetje. Rijpe sporen worden stuk voor stuk door een opening aan de bovenkant weggeschoten.
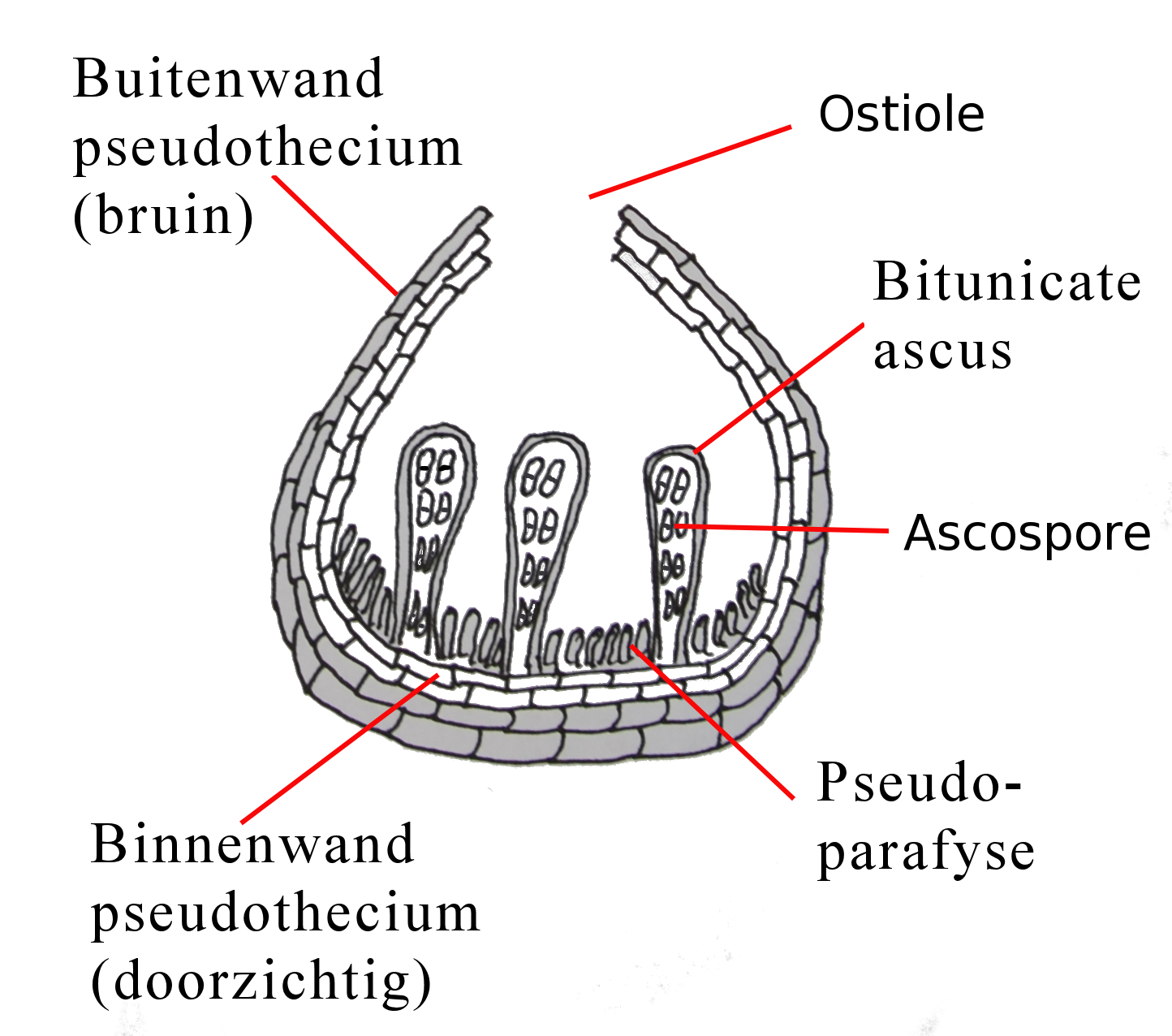
Schema van het ascocarp van Didymella bryoniae
Conceptaculus van Fucus vesiculosus met ostiole
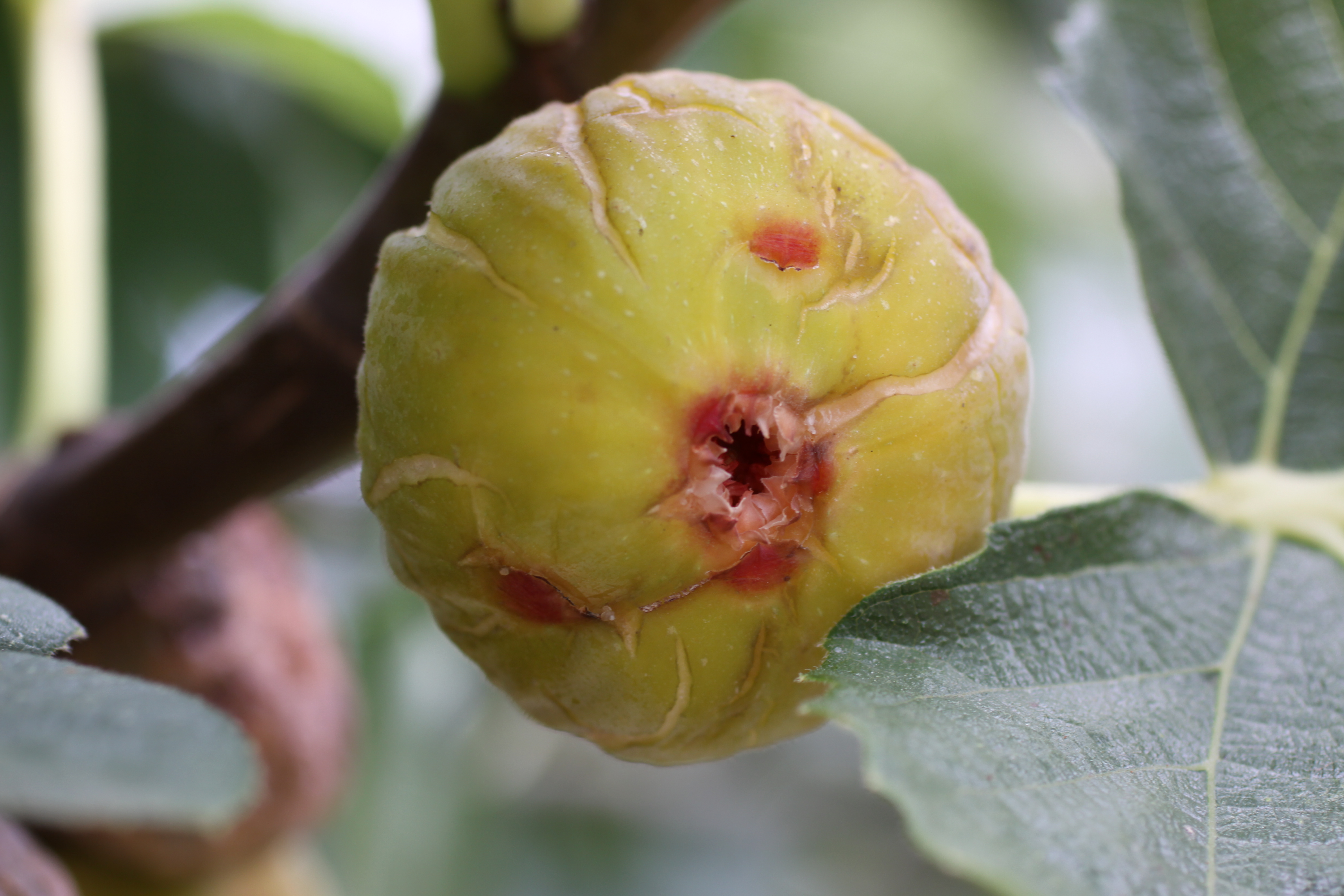
Vijg